# Progress MS-19
Progress MS-19 – misja statku transportowego Progress, prowadzona przez rosyjską agencję kosmiczną Roskosmos na potrzeby zaopatrzenia Międzynarodowej Stacji Kosmicznej.

## Ładunek
Całkowity ładunek, który Progress MS-19 dostarczył na Międzynarodową Stację Kosmiczną, ważył około 2450 kg. Statek dostarczył żywność, paliwo i zaopatrzenie.